# Nádasmenti járás
A Nádasmenti járás a Magyar Királyság megszűnt közigazgatási egysége, amely Kolozs vármegye része volt, Kolozsvár székhellyel. Területe jelenleg Romániában, Kolozs megyében fekszik.

## Fekvése

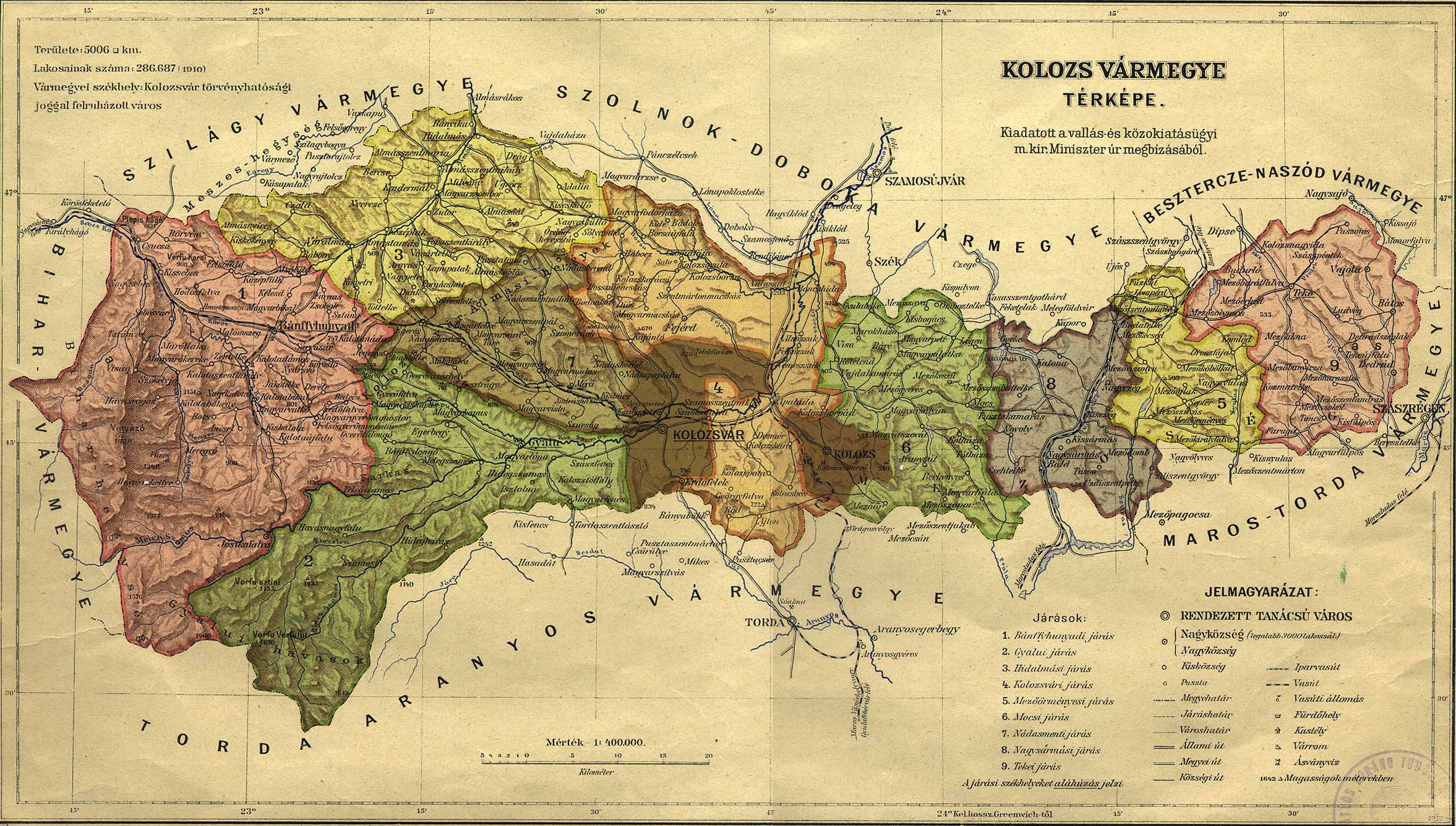
Kolozs vármegye közigazgatási térképe 1917-ből

A Nádasmenti járás Kolozs vármegye központi részén terült el. Nyugaton a Bánffyhunyadi járás, északon a Hidalmási és Kolozsvári járás, keleten a Nagysármási járás, délen a Gyalui járás voltak a szomszédai.

## Története
Létrehozásakor Nádasmente tájegységről kapta nevét.
1920 után nem létezett, településsel a romániai Kolozs megye (Județul Cojocna) Kolozsvári járásához (Plasa Cluj / Centrala) tartoztak. A második bécsi döntés után ismét létezett, és a Hidalmási járástól kilenc községet ide helyeztek át.
1948-ban a települések Kolozs megye Egeresi járáshoz tartoztak.

## Lakossága
1910-ben 17 959 lakosa volt, ebből 8626 görögkatolikus, 5397 református, 1260 római katolikus, 232 izraelita, 96 görögkeleti, 47 unitárius, 3 evangélikus, 1 más vallású. A lakosság 52,1%-a magyar, 46,4%-a román, 0,1%-a német, 1,4%-a más anyanyelvű volt.

## Települései
Az 1913-as helységnévtár szerint a járást hat körjegyzőségben huszonkét község alkotta:
| körjegyzőség          | település        | lélekszám |
| --------------------- | ---------------- | --------- |
| Bogártelkei kj.       | Bogártelke       | 612       |
| Bogártelkei kj.       | Mákófalva        | 1402      |
| Bogártelkei kj.       | Nádasdaróc       | 239       |
| Egeresi kj.           | Egeres           | 1374      |
| Egeresi kj.           | Inaktelke        | 706       |
| Egeresi kj.           | Jegenye          | 558       |
| Kisbácsi kj.          | Kisbács          | 1423      |
| Kisbácsi kj.          | Nádaskóród       | 686       |
| Kisbácsi kj.          | Nádaspapfalva    | 661       |
| Kisbácsi kj.          | Szucság          | 1190      |
| Magyarnádasi kj.      | Magyarnádas      | 719       |
| Magyarnádasi kj.      | Magyarsárd       | 796       |
| Magyarnádasi kj.      | Magyarvista      | 1400      |
| Magyarnádasi kj.      | Méra             | 1383      |
| Nádasszentmihályi kj. | Magyarszentpál   | 751       |
| Nádasszentmihályi kj. | Nádasberend      | 810       |
| Nádasszentmihályi kj. | Nádasszentmihály | 543       |
| Nádasszentmihályi kj. | Pusztatopa       | 531       |
| Nádasszentmihályi kj. | Szomordok        | 289       |
| Türei kj.             | Magyargorbó      | 693       |
| Türei kj.             | Sólyomtelke      | 291       |
| Türei kj.             | Türe             | 902       |